# المسيحية في هاواي

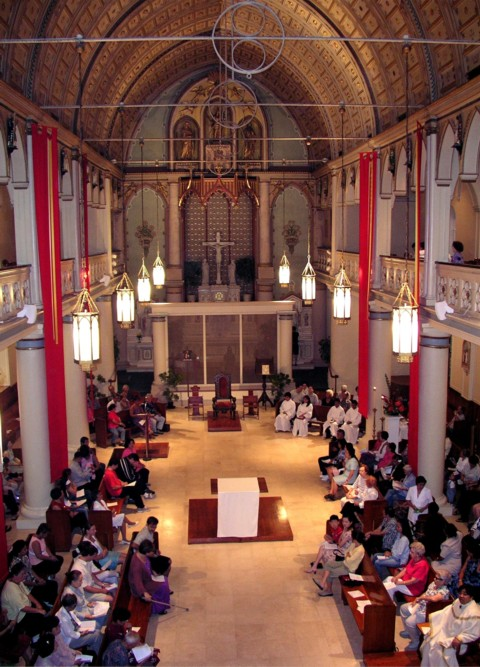
كاتدرائية سيدة السلام في هونولولو.

تُشكل المسيحية في هاواي أكثر الديانات إنتشاراً بين السكان، في دراسة قام بها مركز بيو للأبحاث عام 2014 وجدت أن حوالي 63% من مجمل سكان جزر هاواي هم مسيحيين، ويأتي في مقدمة الطوائف المسيحيَّة البروتستانت وشكلوا حوالي 38% من مجمل السكان، تليها الكاثوليكية والذين شكلوا حوالي 20% من مجمل السكان، وكنيسة يسوع المسيح لقديسي الأيام الأخيرة الذين شكلوا حوالي 3% من مجمل السكان. أكبر الطوائف في هاواي من حيث عدد الأتباع هي الكنيسة الرومانية الكاثوليكية مع حوالي 240,813 عضو في عام 2000، وكنيسة يسوع المسيح لقديسي الأيام الأخيرة مع 68,128 عضو في عام 2009.
بعد أن ورث كاماميها الثاني العرش في عام 1819، حوَّل المبشرون البروتستانت الأمريكيون العديد من سكان هاواي إلى المسيحية. واستخدموا نفوذهم لإنهاء العديد من الممارسات التقليدية للناس. في عهد الملك كاميهاميها الثالث، تحولت مملكة هاواي رسمياً إلى ملكية مسيحية مع توقيع دستور عام 1840، وأصبحت كنيسة هاواي الأنجليكانية الكنيسة الوطنية والدين الرسمي للمملكة. وكان هيرام بينغهام الأول وهو مبشر بروتستانتي بارز، مستشارًا موثوقًا للنظام الملكي خلال هذه الفترة. وأصبح المبشرون البروتستانت وأحفادهم ناشطين في الشؤون التجاريَّة والسياسيَّة، مما أدى إلى صراعات بين الملكية والرعايا الأمريكيين المضطربة. كما نشط المبشرون الكاثوليك والمورمون في المملكة، ولكنهم حولوا أقلية من سكان هاواي الأصليين. وتم أرسال المبشرين إلى المجموعة الرئيسية من المستعمرة في مولوكاي وكاواي، والتي أنشئت في عام 1866 وعملت بشكل جيد في القرن العشرين. أشهرها الأب داميان والراهبة ماريان كوب، وكلاهما تم تطويبهم في أوائل القرن الحادي والعشرين كقديسين من الكاثوليك. وفي عام 1820، وصل أول المبشرين الأمريكيين للتبشير بالمسيحية وتعليم سكان هاواي الغربية.

## تاريخ

### مملكة هاواي

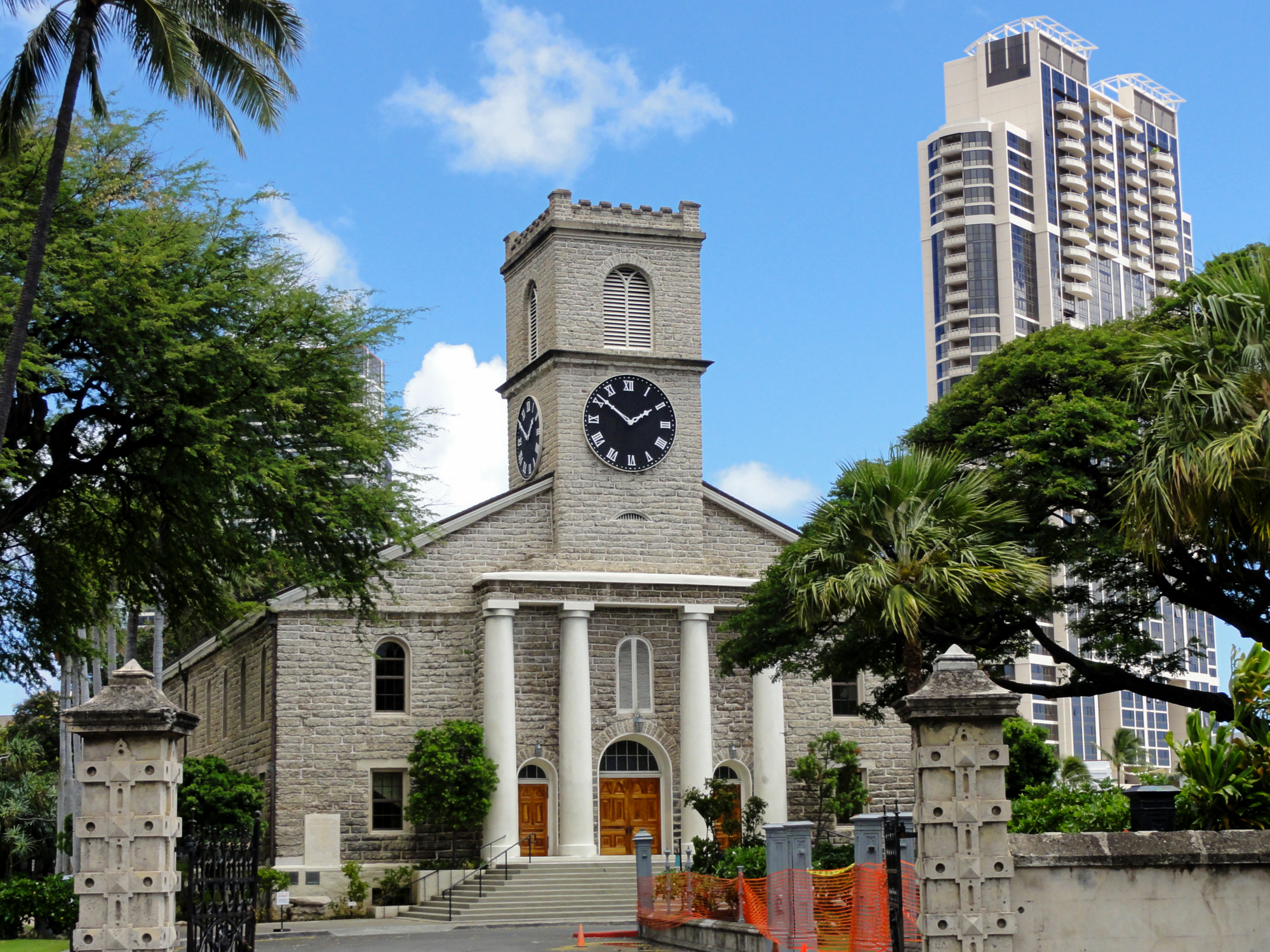
كنيسة العقيدة الأبرشانية في هونولولو؛ وهي أقدم كنيسة قائمة في الجزيرة وتعود إلى عام 1836.

قام كاميهاميها الأول بمحاولة جلب المسيحية إلى مملكة هاواي عن طريق إنجلترا، وذلك على الرغم من عبادته للآلهه الوثنية. لكن في نهاية المطاف لم يتم إرسال المبشرين المسيحيين من بريطانيا العظمى لأن كاميهاميها الأول أخبر مستشاره فانكوفرأنه من خلال هذه الآلهة، أصبح كاميهاميها حاكمًا أعلى على كل الجزر. ومن خلال إخلاصه لتفاني كاميهاميها الأول، قرر فانكوفر عدم إرسال المبشرين من إنجلترا. بعد أن ورث كاماميها الثاني العرش في عام 1819، حوَّل المبشرون البروتستانت الأمريكيون العديد من سكان هاواي إلى المسيحية. واستخدموا نفوذهم لإنهاء العديد من الممارسات التقليدية للناس. في عهد الملك كاميهاميها الثالث، تحولت هاواي رسمياً إلى ملكية مسيحية مع توقيع دستور عام 1840. وكان كاميهاميها الثالث قد جاء للحكم بعد وفاة أخيه كاميهاميها الثاني ولكنه كان قاصراً فتولّت أمه الوصاية عليه حتى وفاتها عام 1832 وعمّدته كمسيحي، وكان أول مَن أنشأ نظاماً تعليمياً مدرسياً في سلسلة جزر هاواي. وسهّل عمل المبشرين المسيحييين ونصح أبناء شعبه بترك دياناتهم واعتناق المسيحية وأصدر لهم تعليمات محددة باحترام المبشرين وتسهيل عملهم مهدداً بعقاب مَن لا يلتزم بالتعليمات. وكان هيرام بينغهام الأول وهو مبشر بروتستانتي بارز، مستشارًا موثوقًا للنظام الملكي خلال هذه الفترة. وأصبح المبشرون البروتستانت وأحفادهم ناشطين في الشؤون التجاريَّة والسياسيَّة، مما أدى إلى صراعات بين الملكية والرعايا الأمريكيين المضطربة.
كان البابا غريغوري السادس عشر قد قسم أوقيانوسيا إلى ولايتين رسوليتين، وعهد التبشير الكاثوليكي في أوقيانوسيا الشرقية إلى رهبان آباء بيبوس، وهي جمعية أسسها بيير كودرين. وبالمثل، عُهد رعاية النيابة الرسولية لأوقيانوسيا الغربية إلى جمعية المريميين، والتي تأسست في عام 1836 في مدينة ليون من قبل جان كلود ماري كولين. وتم إنشاء أول مركز كاثوليكي في مملكة هاواي من خلال إنشاء نيابة رسولية لجزر ساندويتش من قبل البابا ليون الثاني عشر وتم تعيين ألكسيس باشلوت في منصب النائب الرسولي الأول والوحيد.

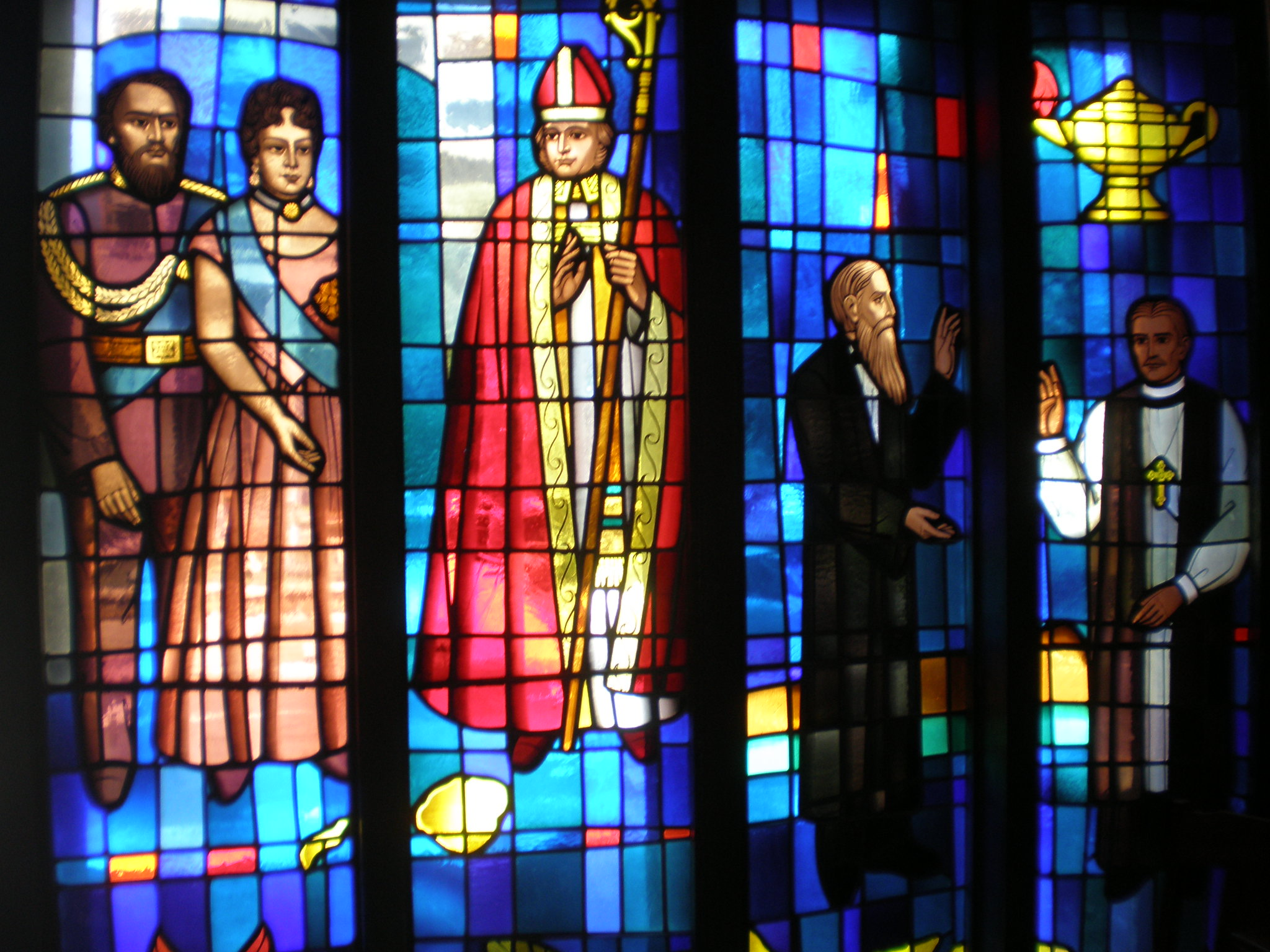
زجاجيَّة في كاتدرائية القديس أندراوس تصور الملكة إيما والأسقف توماس ستالي.

كأمير شاب، زار الملك كاماميها الرابع إنجلترا وأبدى إعجابه بتقاليد كنيسة إنجلترا الغنيَّة، مقارنةً ببساطة التقاليد المسيحية التي تلقاها من المبشرين الأمريكيين عندما كان طفلاً. وكان للملكة القرينة الملكة إيما جد بريطاني وترعرعت في منزل طبيب بريطاني أنجليكاني. وشملت مراسم زفافها ب كاماميها الرابع في عام 1856 صلوات أنجليكانية والتي قام بتأديتها قس من الكنيسة الأبرشانيَّة. وفي عام 1859 كتبت إيما إلى فيكتوريا ملكة المملكة المتحدة طلباً لقدوم رجل دين من الكنيسة الأنجليكانية. كما وعاد روبرت كريشتون وايلي وزير خارجية الملك، بتقديم طلبات من خلال الاتصالات الدبلوماسيَّة. في عام 1860، اقترح صامويل ويلبرفورس توسيع المهمة لتشمل أسقفًا يمكنه تنظيم فرع جديد للكنيسة. كما وأيد وليام إنغراهام كيب من الكنيسة الأسقفية الأمريكية في كاليفورنيا، لكن الحرب الأهلية الأمريكية منعت تقديم أي مساعدة منهم. وتمت الموافقة على الفكرة لاحقاً من قبل جون بيرد سومنر ووزير الخارجية البريطاني اللورد جون رسل. وكان توماس نيتليشيب ستالي الأسقف الأول للبلاد، وتم تكريسه في 15 ديسمبر من عام 1861. وأدى إرسال ستالي إلى احتكاك مع مجلس الهيئة الأميركية للبعثات الأجنبية حتى قبل وصوله عام 1862؛ مما جعل وجوده يزعج الجماعة البروتستانتية، والتي عارضت أي نوع من التسلسل الهرمي الديني. وأصبح روفوس أندرسون، من الهيئة الأمريكية، ناقدًا شرسًا، واتهمه بالطقوسيَّة. وأثار الاسم الرسمي «للكنيسة الكاثوليكية الإصلاحية في هاواي» الانتقادات على أنها «بابوية». بعد وفاة كاميهاميها الرابع، أُقيمت مراسم الجنازة على التقاليد الأنجليكانيَّة إلى المقارنة بقداس تريدنتين.

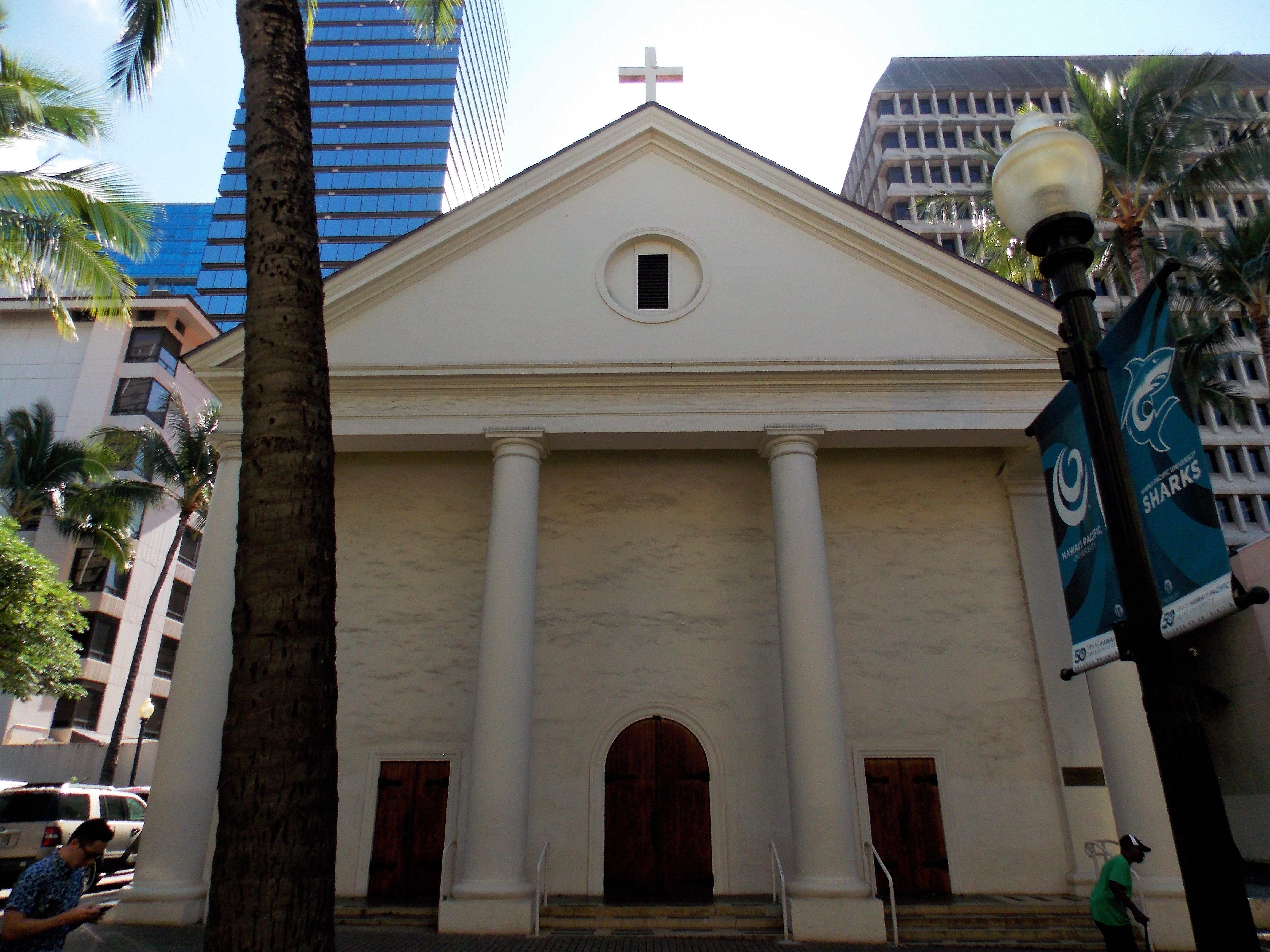
كاتدرائيَّة سيدة السلام الكاثوليكية، بُنيت عام 1843.

كما نشط المبشرون الكاثوليك والمورمون في المملكة، ولكنهم حولوا أقلية من سكان هاواي الأصليين. وتم أرسال المبشرين إلى المجموعة الرئيسية من المستعمرة في مولوكاي وكاواي، والتي أنشئت في عام 1866 وعملت بشكل جيد في القرن العشرين. أشهرها الأب داميان والراهبة ماريان كوب، وكلاهما تم تطويبهم في أوائل القرن الحادي والعشرين كقديسين من الكاثوليك. ونال الأب داميان الشهرة بعمله مع المصابين بالجذام من عام 1873 وحتى وفاته عام 1889 في المملكة، والذين كانوا مطالبين بالعيش في شبه جزيرة كالوبابا على جزيرة مولوكاي وذلك تحت حجر صحي كانت تفرضه الحكومة. وفي عام 1820، وصل أول المبشرين الأمريكيين للتبشير بالمسيحية وتعليم سكان هاواي الغربية، خلال هذه الفترة حوّل المبشرون الأمريكيون معظم السكان الأصليين إلى المسيحية. وأصبح المبشرون وأبناؤهم من النخبة القوية في منتصف القرن التاسع عشر. وتبوأ العديد منهم منصب المستشارين الرئيسيين للملوك وأعضاء في مجلس الوزراء وسيطروا على الطبقة المهنيَّة والتجاريَّة في المدن. وأصبحت كنيسة هاواي الأنجليكانية الكنيسة الملكية الرسمية، حيث حصلت على الأراضي من تبرعات من العائلة المالكة، وليس من قبل الحكومة. تعمدت إيما في الكنيسة الرسميَّة، وتبعها الشاب دافيد كالاكوا الذي أصبح لاحقاً ملكاً. وبُني إلى الضريح الملكي كنيسة خاصة، تتناقض مع نمك المقابر البسيطة غير المزينة والتي كان يفضلها المبشرون الأمريكيون الأوائل. وبدأ الاحتفال بعيد الميلاد والجمعة العظيمة. ومنذ وفاة كاميهاميها الرابع في عيد القديس أندراوس، شيدت أول كاتدرائية في هاواي من قبل شقيقه الملك الجديد كاماميها الخامس وسميت باسم كاتدرائية القديس أندراوس. وتم وضع حجر الأساس في عام 1867، وأصبح المقر الرسمي للأسقف الأنجليكاني. كما تم إنشاء مدرستين مرتبطتين بالكنيسة وهي مدرسة سانت أندرو بريوري للبنات ومدرسة للبنين تدعى سانت ألبان، والتي أصبحت في نهاية المطاف جزءًا من مدرسة إيولاني. وهوجم الأسقف ستالي من قبل الكاتب الأمريكي مارك توين، وآخرون والذين سماهم «بالتطهريين».

### السيطرة الأمريكية

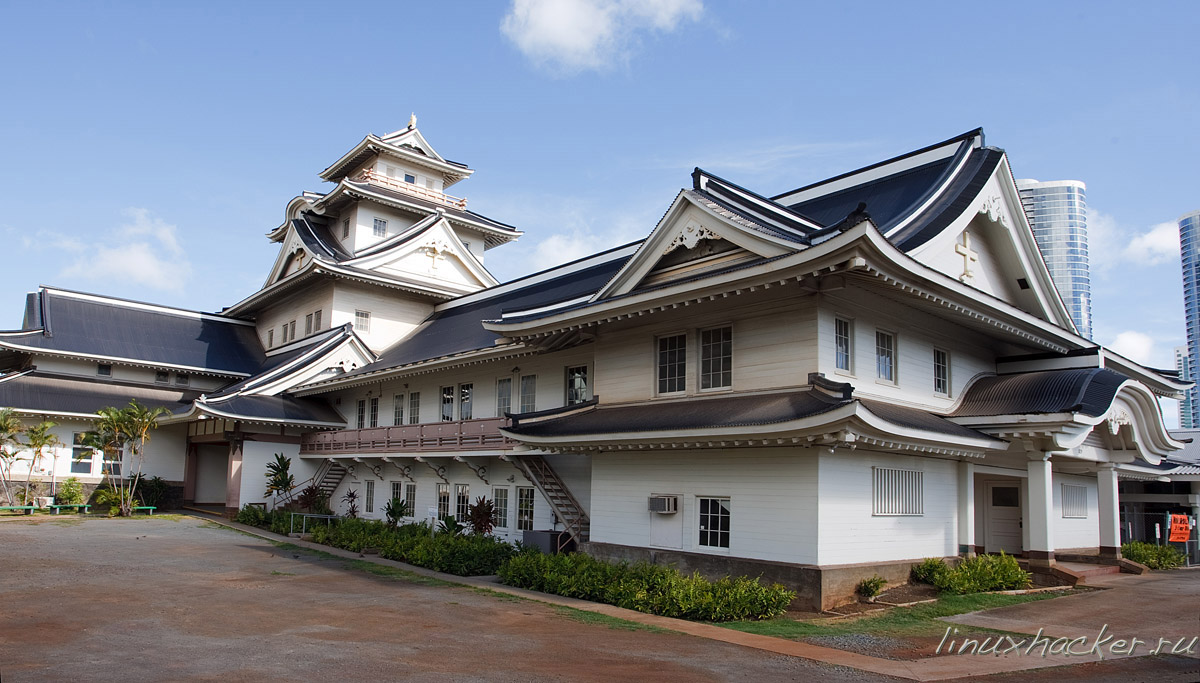
كنيسة ماكيكي المسيحية في هونولولو؛ وهي من أبرز كنائس المجتمع الياباني في الجزيرة.

جادل العلماء والباحثين بأنَّ إحدى وظائف العمل التبشيري كانت نشر "الحضارة المسيحية" و"تنقية" الوثنية المتصورة في العالم الجديد، وقد تم نُقل عمل هذه البعثات إلى هاواي. وفقًا لبحث أجراه عالم الآثار التاريخي جيمس إل فلكسنر "قدَّم المبشرون الوسائل الأخلاقية لتبرير الغزو والتحول بالجملة إلى المسيحية". ومع ذلك، بدلاً من التخلي عن المعتقدات التقليدية تمامًا، دمج معظم سكان هاواي الأصليين دينهم الأصلي مع المسيحية. استخدم المبشرون نفوذهم لإنهاء العديد من الممارسات التقليدية للشعب، بما في ذلك نظام كابو، والنظام القانوني السائد قبل الاتصال بالأوروبيين، وهياو أو "المعابد" للرموز الدينية. تُشير كلمة كابو، التي تُترجم عادةً إلى "المقدس"، إلى الأنظمة الاجتماعية (مثل القيود على الجنس والطبقة الإجتماعية) والتي تستند إلى المعتقدات الروحية الخاصة بالسكان المحليين. وبتوجيه من المبشرين، تم سن قوانين ضد القمار وشرب الكحول والرقص على الهولا وتعدد الزوجات.
بدأت الإطاحة بمملكة هاواي في 17 يناير من عام 1893، مع انقلاب ضد الملكة ليلي أوكالاني على جزيرة أواهو من قبل رعايا من مملكة هاواي، ومواطنين من الولايات المتحدة، والمقيمين الأجانب المقيمين في هونولولو. غالبية المتمردين كانوا أجانب. لقد أجبروا الوزير الأمريكي جون إل. ستيفنز على استدعاء مشاة البحرية الأمريكية لحماية مصالح الولايات المتحدة، وهو العمل الذي عزز التمرد بشكل فعال. أسس الثوريون جمهورية هاواي، ولكن هدفهم النهائي كان ضم الجزر إلى الولايات المتحدة، الذي حدث في عام 1898. بعد الإطاحة بالنظام الملكي في عام 1893 وضم الجزيرة في حدود الولايات المتحدة في عام 1898، تم حل كنيسة هاواي الأنجليكانيَّة وأصبحت أبرشية هاواي الأسقفية وتم نقل السلطة الإقليمية إلى الكنيسة الأسقفية في الولايات المتحدة الأمريكية.

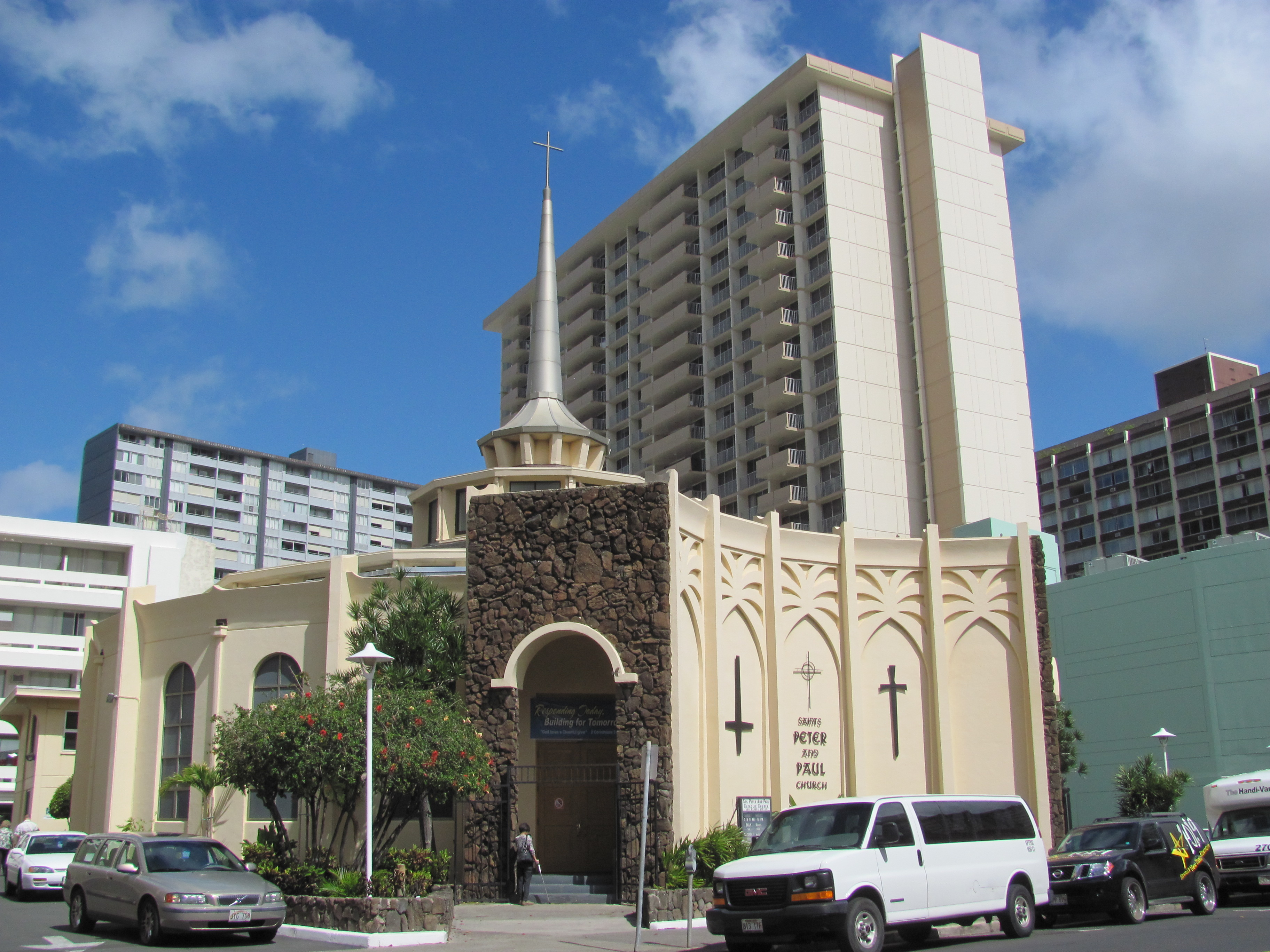
كنيسة القديس بطرس وبولس في هونولولو.

لدى هاواي أعلى نسبة من الأمريكيين الآسيويين والأمريكيين متعددي الأعراق وأقل نسبة من الأمريكيين البيض بالمقارنة مع أي ولاية أمريكية أخرى. كما إنها الولاية الوحيدة التي يُمثل فيها الأشخاص الذين يُعرفون بأنهم أمريكيون آسيويون أكبر مجموعة عرقية. في عام 2012، كان 14.5% من السكان المقيمين من أصل هسباني. يتألف سكان هاواي الآسيويون أساسًا من 198,000 (14.6%) الأمريكيين الفلبينيين، وحوالي 185,000 (13.6%) من اليابانيين الأمريكيين، وما يقرب من حوالي 55,000 (4.0%) من الأمريكيين الصينيين، وحوالي 24,000 (1.8%) من الأمريكيين الكوريين. وتعد المسيحية الديانة الأكثر انتشارًا بين سكان هاواي الأصليين والأمريكيين الآسيويين إلى جانب السكان البيض والمقيمين من أصل هسباني. كنيسة ماكيكي المسيحية هي رعية يابانية أبرشانيَّة تقع في هونولولو، تم بناؤها في عام 1931، وهي الكنيسة المسيحية الوحيدة في الولايات المتحدة المصممة لتبدو وكأنها قلعة يابانية من القرن السادس عشر.
تعد هاواي من بين الولايات الأكثر تنوعًا دينيًا في الولايات المتحدة، ويواصل سكان هاواي الأصليون الانخراط في الممارسات الدينية والروحية التقليدية اليوم، وغالبًا ما يلتزمون بالمعتقدات المسيحية والتقليدية في نفس الوقت. لا تزال المسيحية هي ديانة الأغلبية، ممثلة بشكل رئيسي من قبل مختلف الجماعات البروتستانتية والرومانية الكاثوليكية. في دراسة قام بها مركز بيو للأبحاث عام 2014 وجدت أن حوالي 63% من مجمل سكان جزر هاواي هم مسيحيين، ويأتي في مقدمة الطوائف المسيحيَّة البروتستانت وشكلوا حوالي 38% من مجمل السكان، تليها الكاثوليكية والذين شكلوا حوالي 20% من مجمل السكان، وكنيسة يسوع المسيح لقديسي الأيام الأخيرة الذين شكلوا حوالي 3% من مجمل السكان. وتعتبر الطائفة الكاثوليكية طائفة متنوعة ثقافياً ولغوياً ويتوزعون بين الناطقين باللغة الهاوائيَّة، والإنجليزية، والإيلوكانو، والتاغالوغيَّة، والساموية، والتونغية، واليابانيَّة، والكورية، والإسبانيَّة والفيتنامية.

## ديموغرافيا

### احصائيات

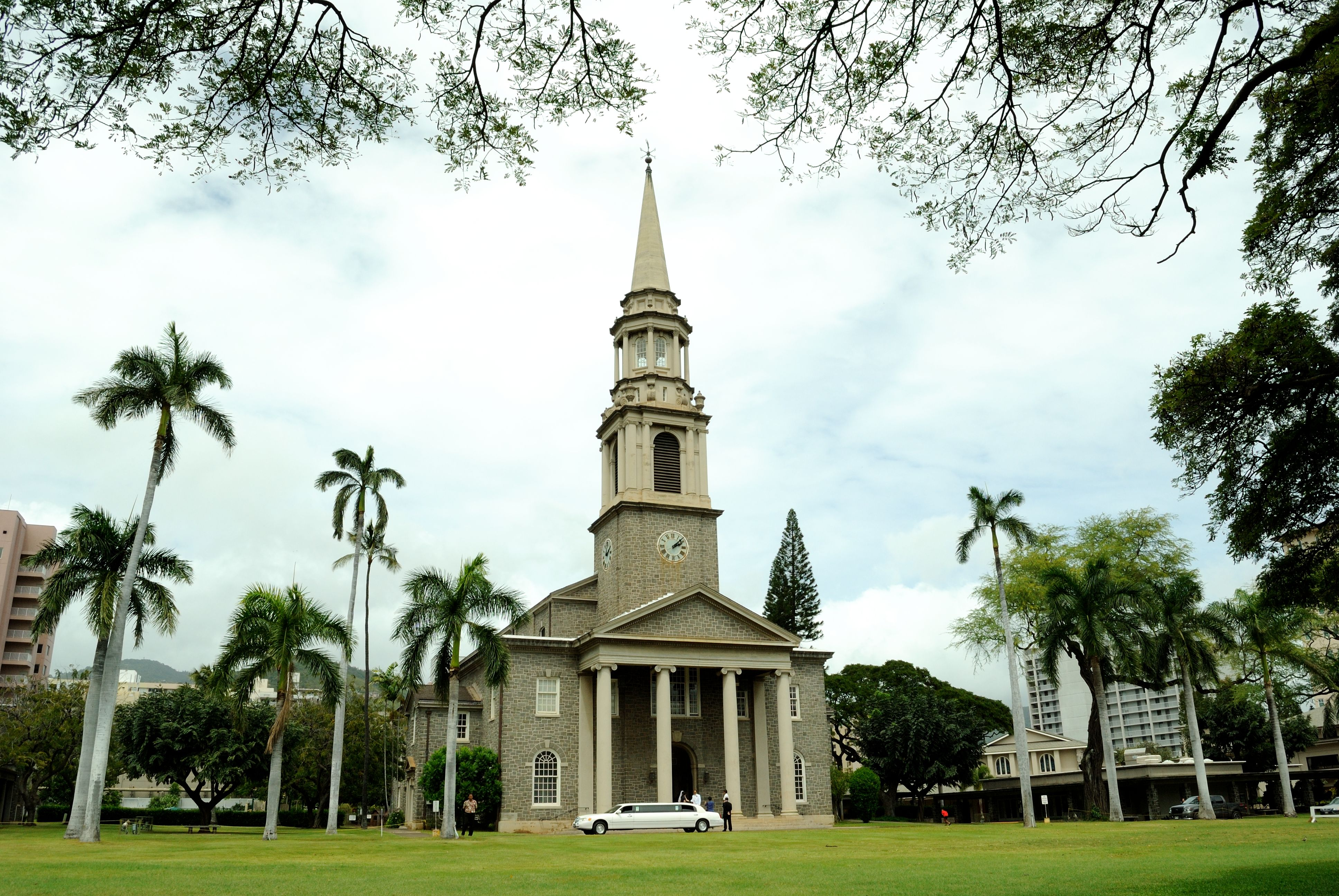
الكنيسة الإتحادية المركزية في هونولولو.

وفقًا للبيانات التي قدمتها المؤسسات الدينية، كانت نسبة المسيحيين في هاواي في عام 2000 على النحو التالي 28.9% أي 351,000. وفي دراسة لمعهد البحوث جلينماري عام 2010 وجد أيضًا أن نسبة السكان الرومان الكاثوليك أكثر من 22%.

### غالوب
أظهر استطلاع غالوب 2009 توزيع الدين على النحو التالي، وذلك بإستثناء تلك الأديان غير المسيحية واليهودية وغير أولئك الذين «ليس لديهم رأي»:
- البروتستانتية: 37.8%
- الكنيسة الرومانية الكاثوليكية: 22.8%
- المورمون: 3.3%
- اليهودية: 0.7%
- الإلحاد: 21.0%

### مركز بيو للأبحاث
| الإنتماء الديني               | % من مجمل سكان هاواي | % من مجمل سكان هاواي |
| ----------------------------- | -------------------- | -------------------- |
| المسيحية                      | 63                   | 63                   |
| البروتستانتية                 | 38                   | 38                   |
| الإنجيلية                     | 25                   | 25                   |
| البروتستانتية الخط الرئيسي    | 11                   | 11                   |
| كنيسة سوداء                   | 2                    | 2                    |
| الكنيسة الرومانية الكاثوليكية | 20                   | 20                   |
| مورمونية                      | 3                    | 3                    |
| شهود يهوه                     | 1                    | 1                    |
| أرثوذكسية شرقية               | 0.5                  | 0.5                  |
| مسيحيون آخرون                 | 1                    | 1                    |